# Leskea plumulosa
Leskea plumulosa là một loài Rêu trong họ Leskeaceae. Loài này được (Dozy & Molk.) Mitt. mô tả khoa học đầu tiên năm 1859.